# 一國兩制研究中心
一國兩制研究中心有限公司（One Country Two Systems Research Institute Limited），是香港專門研究公共政策並在香港註冊的非牟利有限公司，是香港歷史最悠久的公共政策研究智庫。1990年香港《基本法》起草完成後，在原咨詢委員會秘書處的基礎上成立了一國兩制研究中心，並得到香港政府核准為公共性質慈善團體，辦事處位於香港中環花園道一號中銀大廈61樓B室。
一國兩制研究中心過往的理事會主席包括前香港特別行政區行政長官梁振英，現任總裁為行政會議非官守成員張志剛。成員包括李家傑、張信剛、高永文及譚耀宗等人。

## 過往活動
2010年3月31日，《香港特別行政區基本法》頒布20周年暨「一國兩制研究中心」成立20周年晚宴。
2018年，一國兩制研究中心與牛津大學合作，研究本港就業市場於未來10至20年被人工智能衝擊的風險。報告指出，本港有28%工作於未來10至20年被人工智能技術取代的風險高，涉及逾100萬就業人口，當中包括秘書、速遞員等涉及較多人手操作的工作，以及一些演算分析工作如會計、核數師。中心建議港府應制訂全面的創新科技發展策略，幫助就業市場轉型，以面對將來衝擊。

## 附屬機構
1996年9月，一國兩制研究中心有限公司成立了全資附屬機構“香港民意調查中心”。該機構亦獲香港特區政府核准為公共性質的慈善機構。除為一國兩制研究中心有限公司本身的研究提供輔助和參考數據外，香港民意調查中心亦接受外界人士或團體委託，提供民意調查服務。

## 爭議

### 壹週刊報道
2013年8月8日，《壹週刊》第1222期對於一國兩制研究中心有限公司作出報道。2013年8月7日，一國兩制研究中心有限公司發布聲明，指「壹週刊今期（1222期）有關該中心的『中銀大廈特訓　公帑養打手』報導嚴重失實」，要求壹週刊撤回報導。